# Meteorus flavicoxa
Meteorus flavicoxa är en stekelart som beskrevs av Maeto 1986. Meteorus flavicoxa ingår i släktet Meteorus och familjen bracksteklar. Inga underarter finns listade i Catalogue of Life.